# One Night in Vienna
Albums de Scorpions
A Savage Crazy World
(2002) Live at Wacken Open Air 2006
One Night in Vienna est un DVD en concert du groupe de hard rock allemand, Scorpions sorti le 4 juillet 2005 et filmé le 25 juin 2004 à Vienne en Autriche produit entièrement par Wolfgang Moselle (metteur en scène, scénariste, producteur de film) / Kapa Entertainment Film & TV Productions.
Ce concert enregistré devant public, est essentiellement tourné vers les chansons tirées de leur dernier opus en date : Unbreakable. L'album étant sorti la même année.
On y retrouve cependant des classiques du groupe tels que Still Loving You, Rock You Like a Hurricane ou encore Blackout et Wind Of Change.  
Sur les 18 titres joués, 5 morceaux sont issus de l'album Unbreakable, et 4 autres ne figurent pas sur le DVD. Ces derniers sont indiqués en gras sur la liste suivante.

## Liste des pistes
1. New Generation
2. Love 'Em Or Leave 'Em
3. Bad Boys Runnig Wild
4. The Zoo
5. Deep and Dark
6. Coast to Coast
7. Holiday
8. You and I
9. Through My Eyes
10. Tease Me Please Me
11. Kottak Attack
12. Blackout
13. Blood Too Hot
14. Six String Sting
15. Big City Nights
16. Still Loving You
17. Wind of Change
18. Rock You Like a Hurricane

## Bonus
En plus du concert le DVD contient un reportage sur la carrière des Scorpions nommé, Scorpions A German Rock Legend durant 1 heure et 13 minutes. On découvre également dans les bonus du DVD le clip enregistré devant public de la chanson Remember the Good Time enregistré en 2004 au Circus Krone de Munich en Allemagne.

## Membres du groupe
- Klaus Meine (chant, guitare rythmique)
- Rudolf Schenker (guitare rythmique et soliste, guitare acoustique, chœurs)
- Matthias Jabs (guitare soliste et rythmique, guitare acoustique, Voice box, chœurs)
- Pawel Maciwoda (basse, chœurs)
- James Kottak (batterie, chœurs)